# Lambertcoördinaten
Het lambertcoördinatensysteem, genoemd naar Johann Heinrich Lambert, omvat het geografisch projectiesysteem dat wordt gehanteerd door het NGI, het Nationaal Geografisch Instituut van België, en het bijbehorende vlakke cartografische coördinatensysteem dat gebruikt wordt voor cartografie en in geografische informatiesystemen (GIS) zoals het kadaster.
De lambertprojectie is een hoekgetrouwe kegelprojectie, waardoor het (snijdende) landoppervlak tussen twee breedtecirkels met een minimale fout kan worden geprojecteerd op een plat vlak (een opengerolde kegel). Dit laat toe om heel nauwkeurige topografische kaarten te maken. De grootste nauwkeurigheid is in de omgeving van de gekozen snijdende breedtecirkels. Enkel op deze breedtecirkels is de longitudinale afstand op de kaart exact (de kegelprojectie is immers snijdend met de betreffende breedtecirkel). Hoe verder weg van de breedtecirkels, hoe groter de projectiefout. Afstanden en oppervlaktes worden aldus benaderd. De absolute fout is in de orde van 10 cm/km. De lambertprojectie is dus speciaal geschikt voor oost-westgeörienteerde landen zoals België.

## België
Ieder land heeft zijn eigen geografisch systeem, afhankelijk van zijn geografische ligging, vorm en grootte. De oorsprong van het vlakke coördinatenstelsel wordt vaak gekozen ten zuidwesten van het betreffende land om negatieve coördinaten te vermijden. De eenheid wordt normaal genoteerd in m (of in km). Ieder land kiest een specifiek nulpunt om de getallen positief en voldoende klein te houden. Afstanden in vogelvlucht kunnen dan eenvoudig (en benaderend) worden berekend met de stelling van Pythagoras.
Het vlakke coördinatensysteem staat in contrast met het geografische coördinaten (geografische breedte en lengte). Wegens het universele gebruik van geografische coördinaten blijft de toepassing van de lambertcoördinaten meestal beperkt tot bationale geo-informatie en landmeetkunde (zoals eenvoudige oppervlakteberekeningen). Omzettingen tussen geografische coördinaten en lambertcoördinaten zijn behoorlijk complex, maar gedocumenteerd. De NGI-website biedt een rekenmodule voor de onderlinge conversie van coördinaten in Bonne/Delhambre, Lambert72, Lambert 2008 en ETRS89, gebaseerd op de transformatieformules gepubliceerd door het NGI. Je kan ook visueel de verschillende coördinaten bepalen op de topografische kaart.
Tevens heeft het NGI een handige viewer ter beschikking met technische referenties naar de Belgische geodetische punten. Deze referentiepunten worden gebruikt voor grote landmeetkundige projecten die een grote nauwkeurigheid vergen. Geospatiale systemen zoals QGIS en databasesoftware als PostgreSQL kunnen coördinatentransformaties uitvoeren.

## Lambert 2008

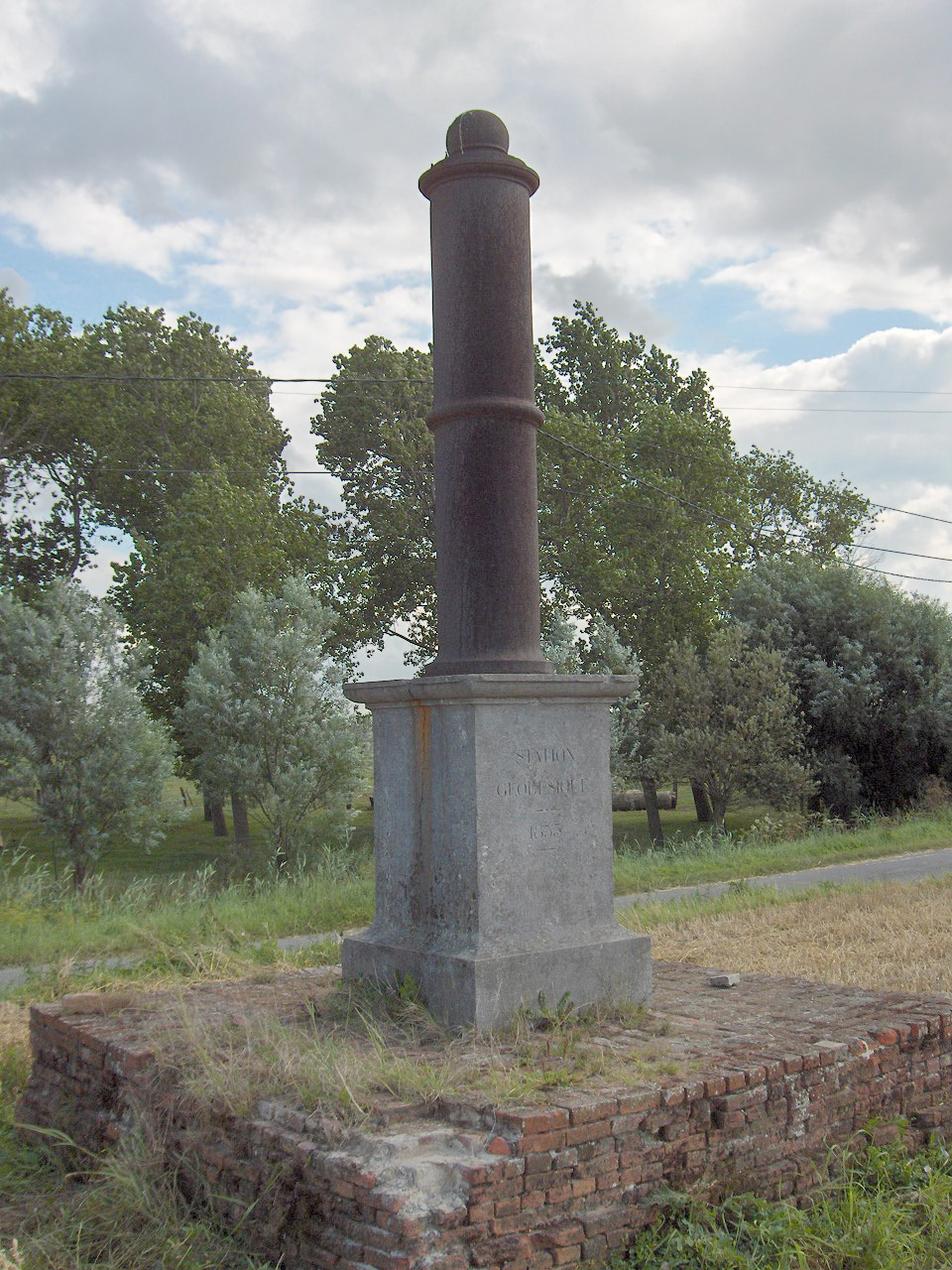
Geodetisch punt in de buurt van Oostende

In 2008 werd een vernieuwde projectie doorgevoerd. Voor België liggen de Lambert 2008-coördinaten tussen 520.000 en 800.000. Wegens een (fictieve) asverschuiving over 500 km liggen de Lambert72-coördinaten tussen 20.000 en 300.000 en is er dus geen vergissing mogelijk tussen beide coördinatenstelsels.
Het fundamenteel punt (technische nulpunt) wordt bepaald door de keuze van de ellipsoïde, het projectie-referentiepunt en de plaatselijke geoïde; voor GRS 80 en het Lambert 2008-coördinatenstelsel ligt dit te Ukkel (in de tuin van de Koninklijke Sterrenwacht) op 50° 47′ 52″ NB, 4° 21′ 33″ OL (lambertcoördinaat 649328,665262).
De hoogteligging (altitude) werd bij de Tweede Algemene Waterpassing (TAW; 1947, 1968, 2000) bepaald op 100,174 meter t.o.v. het gemiddelde laagtij te Oostende. Om deze coördinaat te bepalen werd gebruikgemaakt van een vertakt netwerk van geodetische punten en driehoeken verspreid over heel België.
De twee snijdende breedtecirkels liggen ongeveer 148 km (1°20') uit elkaar (voor België is 1° NB ≈ 111 km) en werden als volgt gekozen:
- de 51°10'N breedtegraad: Nieuwpoort - Brugge - Eeklo - Sint-Niklaas - Wilrijk - Herentals - Geel
- de 49°50'N breedtegraad: Frahan - Bertrix - Neufchâteau

## Historische projectiesystemen in België
Technisch zijn de Lambert 2005- en Lambert 2008-coördinaten vrijwel identiek; het grootste verschil is de verschuiving van de oorsprong over 499 km. Het Lambert 2005-systeem werd niet geïmplementeerd wegens mogelijke verwarring; een asverschuiving van 1 km ten opzichte van Lambert72 was hierbij een verkeerde keuze. Het Lambert72-systeem wordt door het NGI enkel nog gebruikt als historische referentie. Wegens de hogere nauwkeurigheid en zijn betere aansluiting met het gps-systeem wordt door het instituut aangeraden om enkel nog Lambert 2008-coördinaten te gebruiken. Het gebruik van Lambert72 is echter nog steeds behoorlijk ingeburgerd, omdat historische databanken, systemen en publicaties nog steeds gebruik blijven maken van deze coördinaten.
| Projectie                 | Geodetisch datum                                       | Ellipsoïde                    | Kenmerken van de projectie |
| ------------------------- | ------------------------------------------------------ | ----------------------------- | --- |
| Bonnecoördinaten          | Delhambre/Bonne                                        | Ellipsoïde van Delhambre      | Werd oorspronkelijk gebruikt in Frankrijk. Werd tot het einde van de Tweede Wereldoorlog gebruikt door de geallieerden. Voor de conversie naar Lambert50: voor Ploegsteert 20 m bijtellen bij x en 935 m bij y (afwijkingen zijn plaatsgebonden: hoe verder van Frankrijk hoe kleiner de afwijking; zie NGI-transformatietabellen en rekenmodule) |
| (niet gebruikt in België) | ED50 (European Datum 1950)                             | Ellipsoïde van Hayford (1924) | Diende als referentie voor de NAVO gedurende de koude oorlog. ED50 en WGS 84 liggen in Nederland en België ongeveer 100 meter verschoven ten opzichte van elkaar. |
| Lambert50                 | Lambert 50                                             | Ellipsoïde van Hayford (1924) | Werd gebruikt vanaf 1950. Het verschil met Lambert72 is overal minder dan 1 m. |
| Lambert72                 | Lambert 72, BD72 (Belgian Datum 1972)                  | Ellipsoïde van Hayford (1924) | De oorsprong ligt ten noorden van Parijs in Mouy nabij Beauvais en Compiègne met als geografische coördinaten 49° 18′ 0″ NB, 2° 18′ 0″ OL: 165,262 km ten zuiden en 149,328 km ten westen van Ukkel. Lambert72 is de basis voor de Belgische topografische kaarten sinds 1972.                                                                    |
| Lambert 2005              | ETRS89 (Europese Terrestrische Referentiesysteem 1989) | GRS80                         | 1 km verschoven (1000 bijtellen bij de Lambert72-coördinaten). Het werd nooit officieel gebruikt, maar is wel belangrijk omdat het gps-systeem WGS 84 gebruikt dat op enkele cm aansluit met GRS80. |
| Lambert 2008              | BEREF (Belgian Reference Frame) gebaseerd op ETRS89    | GRS80                         | De oorsprong werd 500 km verschoven om vergissingen te vermijden (500.000 bijtellen bij de Lambert72-coördinaten). Verbeterde precisie; kan 2 tot 20 m afwijken van de Lambert72-coördinaten. |

## Belangrijke Belgische geodetische datums
De verschillende datums zijn tijdsafhankelijk wegens de continentendrift, door de vooruitgang van de techniek en wegens verschillen in internationale standaarden. Continentendrift heeft in principe geen impact op de coördinaten op het continent (behalve  b.v. de geologische opstuwing van de Alpen, en de Himalaya).
- 1972: BD72 is gebaseerd op de internationale Hayford1924-ellipsoïde uit 1924.
- 1980: De GRS80-ellipsoïde werd bepaald door het ITRS en wijkt slechts minimaal af van WGS 84, dat gebruikt wordt door het gps-systeem. Daarom zijn er verder geen transformaties meer nodig; enkel een projectie, waardoor de nauwkeurigheid verbetert.
- 1989: ETRS89 is het Europese geodetisch coördinatensysteem dat samenvalt met het ITRS ten tijde van 1989. Sindsdien wordt het ETRS89 niet meer aangepast voor de continentendrift, omdat het Europese vasteland als een homogeen continent wegdrijft van Noord-Amerika, terwijl het ITRS verder evolueert.